# Joseph Kabila
Joseph Kabila Kabange, também conhecido como Kabila, o Filho (Hewa Bora, 4 de junho de 1971), é um politólogo, militar e político quinxassa-congolês.
Foi presidente da República Democrática do Congo de 2001 até 2019. Em 2006 Joseph Kabila entrou para a história como o primeiro presidente eleito após 40 anos naquele país (inclusive o primeiro pelo voto direto no multipartidarismo), sendo o primeiro a concluir um mandato presidencial constitucional em 2019.

## Biografia
Joseph Kabila Kabange e sua irmã gêmea Jaynet Kabila nasceram em 4 de junho de 1971. Os gêmeos nasceram em Hewa Bora, uma pequena vila do estado secessionista de Maquis de Fizi, na atual província de Quivu do Sul, no leste da República Democrática do Congo. Seu pai era o político Laurent-Désiré Kabila e sua mãe Sifa Mahanya.
Dado a posição de seu pai, como inimigo político de Mobutu Sese Seko, a infância de Joseph Kabila ocorreu em grande isolamento. Frequentou uma escola primária no território Maquis de Fizi, um estado secessionista controlado pela oposição a Mobutu no leste quinxassa-congolês antes de se mudar para a Tanzânia, com sua mãe e seus irmãos Jaynet e Zoé Kabila, onde concluiu o ensino secundário. Joseph Kabila precisou adotar uma identidade tanzaniana em seus anos escolares para evitar a detecção por agentes da Deteção Militar de Atividades Antipátria, o serviço de inteligência zairense.

### Juventude, estudos e vida militar
Após a conclusão do ensino secundário, Joseph Kabila seguiu um currículo militar básico na Tanzânia e depois na Universidade Makerere em Uganda. Em outubro de 1996, Laurent-Désiré Kabila lançou a campanha no Zaire para derrubar o regime de Mobutu com a sua coalizão político-militar recém-formada, a Aliança das Forças Democráticas para a Libertação do Congo (AFDL). Joseph Kabila tornou-se o comandante de uma unidade da AFDL que desempenhou um papel fundamental em grandes batalhas para tomadas das vias de acesso à Quinxassa, estando particularmente presente na libertação de Quissangane.
Após a vitória da AFDL e a ascensão de Laurent-Désiré Kabila à presidência, Joseph Kabila passou a receber treinamento adicional na Universidade de Defesa Nacional do Exército de Libertação Popular, em Pequim, China.
Quando regressou da China, Joseph Kabila foi promovido ao posto de major-general e nomeado vice-chefe do Estado-Maior das Forças Armadas da República Democrática do Congo, em 1998. Mais tarde, em 2000, foi nomeado chefe do Estado-Maior das Forças Terrestres, cargo que ocupou até o assassinato de seu pai e presidente Laurent-Désiré Kabila, em 16 de janeiro de 2001. Como chefe do Estado-Maior, foi um dos principais líderes militares responsáveis pelas tropas governamentais durante a Segunda Guerra do Congo (1998-2003).

### Presidência
Com o assassinato de Laurent-Désiré Kabila em 16 de janeiro de 2001, o poder nacional passou brevemente às mãos de Eddy Kapend, o auxiliar militar mais próximo de Laurent-Désiré Kabila, sendo auxiliado pelos ministros Jeannot Mwenze Kongolo e Gaëtan Kakudji. Joseph Kabila tornou-se presidente interino no dia seguinte a morte de Laurent-Désiré Kabila, por influência de Eddy Kapend. Alegadamente, as autoridades da República Democrática do Congo estavam cumprindo o "testemunho verbal" do falecido presidente. O então ministro da Justiça, Mwenze Kongolo, e o ajudante de campo de Kabila, Eddy Kapend, relataram que Laurent-Désiré Kabila lhes havia dito que seu filho Joseph, então número dois do exército, deveria assumir o poder, se ele morresse no cargo. Uma semana depois da morte, o corpo de Laurent-Désiré Kabila foi transladado do Zimbábue (para onde havia sido transferido para tratamento dos ferimentos) para a República Democrática do Congo para um funeral de estado.
Joseph Kabila tomou posse como presidente efetivo em 26 de janeiro de 2001. Naquela época, com 29 anos, era considerado muito jovem e inexperiente. Tentou pôr fim à guerra civil que assolava o país e retirar as tropas estrangeiras, com algum êxito. Um acordo de paz foi assinado em Sun City, África do Sul em 2002, pondo fim à Segunda Guerra do Congo.
Em 28 de março de 2004, fracassou uma tentativa de golpe de Estado próximo à capital, Quinxassa, tentativa conduzida por Eric Lenge e por ex-membros da guarda de Mobutu Sese Seko, ditador do país que fora deposto em 1997 por seu pai, Laurent Kabila. Em 11 de junho do mesmo ano, ocorreu outra tentativa de golpe, desta vez liderada pelo major Eric Lenge. Os golpistas chegaram a anunciar na rádio estatal que o governo de transição estava suspenso, mas foram derrotados por tropas leais a Kabila.
Em dezembro de 2005 um referendo aprovou uma nova constituição, e em 30 de julho de 2006 ocorreu uma eleição presidencial, que inicialmente estava prevista para o mês de junho mas fora adiada. A nova constituição reduziu a idade mínima para candidatar-se à presidência de 35 para 30 anos. Kabila completara 35 pouco antes da eleição. Em março de 2006 ele registrou-se candidato. De acordo com resultados parciais anunciados a 20 de agosto, Kabila teve 45% dos votos, contra 20% do líder oposicionista Jean-Pierre Bemba. Kabila teve bom desempenho no leste do país, onde a língua suaíli é falada.
Em dezembro de 2011, Kabila foi reeleito para um segundo mandato como presidente. Após os resultados terem sido anunciados em 9 de dezembro, houve distúrbios violentos em Quinxassa e Buchimaie, onde as contagens oficiais mostraram que o candidato da oposição Étienne Tshisekedi havia tido vantagem. Em 20 de dezembro, Kabila foi empossado para um segundo mandato, prometendo investir em infraestrutura e serviços públicos.
Em 17 de janeiro de 2015, a Assembleia Nacional aprovou uma lei eleitoral exigindo um censo antes das próximas eleições. Em 19 de janeiro, protestos liderados por estudantes da Universidade de Quinxassa eclodiram. Os protestos começaram após o anúncio de uma proposta de lei que permitiria que Kabila permanecesse no poder até que um censo nacional pudesse ser realizado (as eleições estavam planejadas para 2016). O Senado respondeu aos protestos eliminando a exigência do censo da sua lei.
Embora as forças de Kabila tenham obtido uma importante vitória contra um grande grupo rebelde, o M23, em 2013, muitos outros grupos armados dividiram-se em movimentos perigosos.
De acordo com a Constituição da República Democrática do Congo, o Presidente Kabila não teria permissão para servir mais de dois mandatos. Em 19 de setembro de 2016, protestos massivos abalaram Quinxassa pedindo que ele renunciasse, conforme legalmente exigido. As eleições para determinar um sucessor de Kabila foram originalmente programadas para 27 de novembro de 2016. Em 29 de setembro de 2016, a autoridade eleitoral do país anunciou que a eleição não seria realizada até o início de 2018. De acordo com o vice-presidente da comissão eleitoral, a comissão "não convocou eleições em 2016 porque o número de eleitores não é conhecido". No entanto, a oposição alegava que Kabila havia intencionalmente atrasado a eleição para permanecer no poder.
Em 23 de dezembro de 2016 foi proposto um acordo entre o principal grupo da oposição e o governo de Kabila, segundo o qual este último concordou em não alterar a constituição e em deixar o cargo após o resultado das eleições. Ao abrigo do acordo, o líder da oposição Étienne Tshisekedi supervisionou a implementação dos termos.
Em 30 de dezembro de 2018, foram realizadas as eleições presidenciais para determinar o sucessor de Kabila. Kabila apoiou Emmanuel Ramazani Shadary, seu antigo ministro do Interior. Em 10 de janeiro de 2019, a comissão eleitoral anunciou o candidato da oposição Félix Tshisekedi como o vencedor da votação.

### Pós-presidência
Desde que deixou a presidência, Kabila fez da fazenda Kingakati sua residência principal. A propriedade, localizada 50 km a leste de Quinxassa, foi sua segunda casa enquanto ele ainda estava no poder.
Em abril de 2021, o Presidente Felix Tshisekedi conseguiu expulsar os últimos elementos restantes do seu governo que eram leais ao antigo líder Kabila. Em maio, Tshisekedi apelou a uma revisão dos contratos mineiros assinados com a China por Kabila, especialmente o acordo multimilionário da Sicomines de “minerais por infra-estruturas”.
Em novembro de 2021, foi aberta em Kinshasa uma investigação judicial contra Kabila e os seus associados, após revelações de um alegado desvio de fundos no valor de 138 milhões de dólares. Uma investigação da Bloomberg News baseada em registos bancários divulgados alegou que os familiares de Kabila receberam dezenas de milhões de dólares em subornos de empresas chinesas envolvidas no negócio da Sicomines.
Em fevereiro de 2025, Kabila criticou o presidente Tshisekedi por lidar mal com a campanha do M23 por meio de má governança e o acusou de tentar se tornar "governante absoluto do país" suprimindo a oposição política. Tshisekedi acusou Kabila de apoiar os rebeldes do M23 na Conferência de Segurança de Munique naquele mesmo mês. No início de março de 2025, um membro do gabinete da administração Tshisekedi, Jean-Pierre Bemba, também acusou Kabila de apoiar o M23 e a Aliança do Rio Congo, bem como a milícia Mobondo nos confrontos no oeste da RD do Congo. O secretário executivo do partido de Kabila, o PPRD, negou a acusação. Também naquele mês, Kabila teria se encontrado com Moïse Katumbi e outros líderes da oposição para discutir o futuro político do país. Ele também compareceu ao funeral do presidente namibiano Sam Nujoma, onde falou com líderes estrangeiros. Numa entrevista na Namíbia, Kabila comparou a situação à Segunda Guerra do Congo e apelou a um processo de paz inclusivo no conflito do M23 e à retirada das tropas estrangeiras do território congolês.
Em abril de 2025, Kabila, que partiu para um exílio autoimposto em 2023, visitou a cidade de Goma , controlada pelo M23, com um assessor dizendo que ele “participaria dos esforços de paz”. Em resposta, o governo congolês suspendeu o Partido Popular pela Reconstrução e Democracia de Kabila, citando seu ativismo "aberto", enquanto o Senado votou para levantar sua imunidade parlamentar.

## Vida pessoal
Kabila casou-se com Olive Lembe di Sita, em 1 de junho de 2006. As cerimônias de casamento ocorreram em 17 de junho de 2006. Kabila e sua esposa têm uma filha, nascida em 2001, chamada Sifa, em homenagem à mãe de Kabila, e um filho nascido em 2008 chamado Laurent-Désiré Jr. Ele possui propriedades fora de Kinshasa, incluindo 71.000 hectares de terras agrícolas, e sua família possui total ou parcialmente 80 empresas em quase todos os setores da RDC, incluindo mineração.
Kabila, tendo sido criado fora do país, só falava inglês e suaíli fluentemente quando se tornou presidente, e não era fluente nem em francês, a língua oficial da RDC, nem em lingala, uma língua comum na capital Kinshasa.
Como Kabila é um protestante anglicano e Lembe di Sita é católico, as cerimônias de casamento foram ecumênicas; foram oficiadas pelo arcebispo católico de Kinshasa, cardeal Frédéric Etsou-Nzabi-Bamungwabi, e Pierre Marini Bodho - bispo presidente da Igreja de Cristo no Congo.
Em julho de 2021, Joseph Kabila concluiu seu mestrado, obtendo a certificação pela Universidade de Joanesburgo, na África do Sul. Ele concluiu o programa de mestrado em Ciência Política e Relações Internacionais por meio de ensino a distância.